# 388

## Esdeveniments
- Aquileia (Itàlia): L'exèrcit de Teodosi I el Gran derrota l'usurpador Magne Màxim, que és executat. L'emperador Valentinià II és restaurat en el càrrec.
- Trèveris (Gàl·lia): Flavi Víctor, fill de Magne Màxim, és atacat, deposat i executat.
- Pèrsia: L'emperador sassànida Sapor III és assassinat per una conxorxa de nobles i en el seu lloc és coronat el seu fill Bahram IV.
- Antioquia (Síria): En càstig per les revoltes de l'any anterior, la ciutat perd el títol de metròpoli.
- Antioquia (Síria): A la mort de Paulí, els seus partidaris escullen Evagri com a bisbe de la ciutat, en oposició a Flavià I, que ja havia estat nomenat abans, i s'agreuja el cisma.

## Naixements
- Roma: Petroni Màxim, emperador romà dos mesos el 455. (m. 455)

## Necrològiques
- 28 d'agost - Aquileia (Itàlia): Magne Màxim, emperador romà, executat.
- Trèveris (Gàl·lia): Flavi Víctor, emperador romà, fill de Magne Màxim, executat.
- Pèrsia: Sapor III, emperador sassànida, assassinat pels nobles.
- Antioquia (Síria): Paulí, bisbe de la ciutat.